# Харроп, Лоретта
Лоретта Харроп (англ. Loretta Harrop; род. 17 июля 1975, Брисбен) — австралийская триатлонистка, чемпионка мира 1999 года, серебряный призёр Олимпийских игр.

## Биография
Лоретта Харроп родилась 17 июля 1975 года в Брисбене. Свой путь в спорте начинала с занятий плаванием. Вслед за братом Люком начала заниматься триатлоном, который спустя несколько трагически погиб, попав под машину в Голд-Косте.
Лоретта Харроп тренировалась под руководством Бретта Саттона. В 1999 году стала чемпионкой мира. Спустя год она получила право представить свою страну на летних Олимпийских играх 2000 года в Сиднее, где заняла пятое место. Четыре года спустя на летних Олимпийских играх в Афинах она выиграла серебро, уступив семь секунд олимпийской чемпионке австрийке Кейт Аллен.
За свою карьеру она выиграла двенадцать этапов Кубка мира (в Тисауйваросе и Нусе в 1998, в Тисауйваросе, Исигаки, Лозанне и Гамагори в 1999, в Тисауйваросе в 2000, в Исигаки в 2001, в Джилонге и Гамагори в 2002, в Эдмонтоне в 2004, в Мулулабе в 2005).
В марте 2012 года Лоретта Харроп была включена в Зал славы Австралийской федерации триатлона вместе с Жаклин Фэруэтер и Эммой Карни.
Проживает в Голд-Косте с мужем Брэдом и сыном Хайденом и дочерью Эммерсон. Проводит занятия по триатлону в местной школе.